# Осиновка (Белгородская область)
Осиновка — село в Шебекинском городском округе Белгородской области России.

## География
Находится в южной части Белгородской области, в лесостепной зоне, в пределах юго-восточных отрогов Среднерусской возвышенности, на расстоянии примерно 28 километров (по прямой) к северо-востоку от Шебекина, административного центра района. Абсолютная высота — 144 метра над уровнем моря.

### Климат
Климат характеризуется как умеренно континентальный, с холодной зимой и жарким летом. Среднегодовая температура воздуха — 7,7 °C. Абсолютный минимум температуры воздуха самого холодного месяца (января) — −38 °C, абсолютный максимум температуры воздуха самого тёплого месяца (июля) — 41 °С. Безморозный период длится около 153 дней. Годовое количество атмосферных осадков — 520 мм, из которых большая часть выпадает в тёплый период. Снежный покров держится в течение 109 дней.

### Часовой пояс
Село Осиновка как и вся Белгородская область, находится в часовой зоне МСК (московское время). Смещение применяемого времени относительно UTC составляет +3:00.

## Население
| 1885 | 1932 | 1979 | 1989 | 1999 | 2009 | 2010 | 2025 |
| ---- | ---- | ---- | ---- | ---- | ---- | ---- | ---- |
| 173  | 396  | 185  | 124  | 118  | 81   | 67   | 58   |

### Половой состав
Всего на 1 января 2025 в села Осиновка постоянно проживают 26 мужчин (44.48%) и 32 женщины (55.52%).

### Национальный состав
Согласно результатам переписи 2002 года, в национальной структуре населения русские составляли 61 %, цыгане — 30 %.